# Comitat de Šibenik-Knin
Le comitat de Šibenik-Knin (en croate Šibensko-kninska županija) est un  comitat de Croatie situé au nord de la Dalmatie centrale. Son centre est Šibenik.
Le comitat couvre 2 984 km2 et compte 96 381 habitants selon le recensement de 2021. Il inclut 242 iles, les parcs nationaux de Kornati et de la Krka.

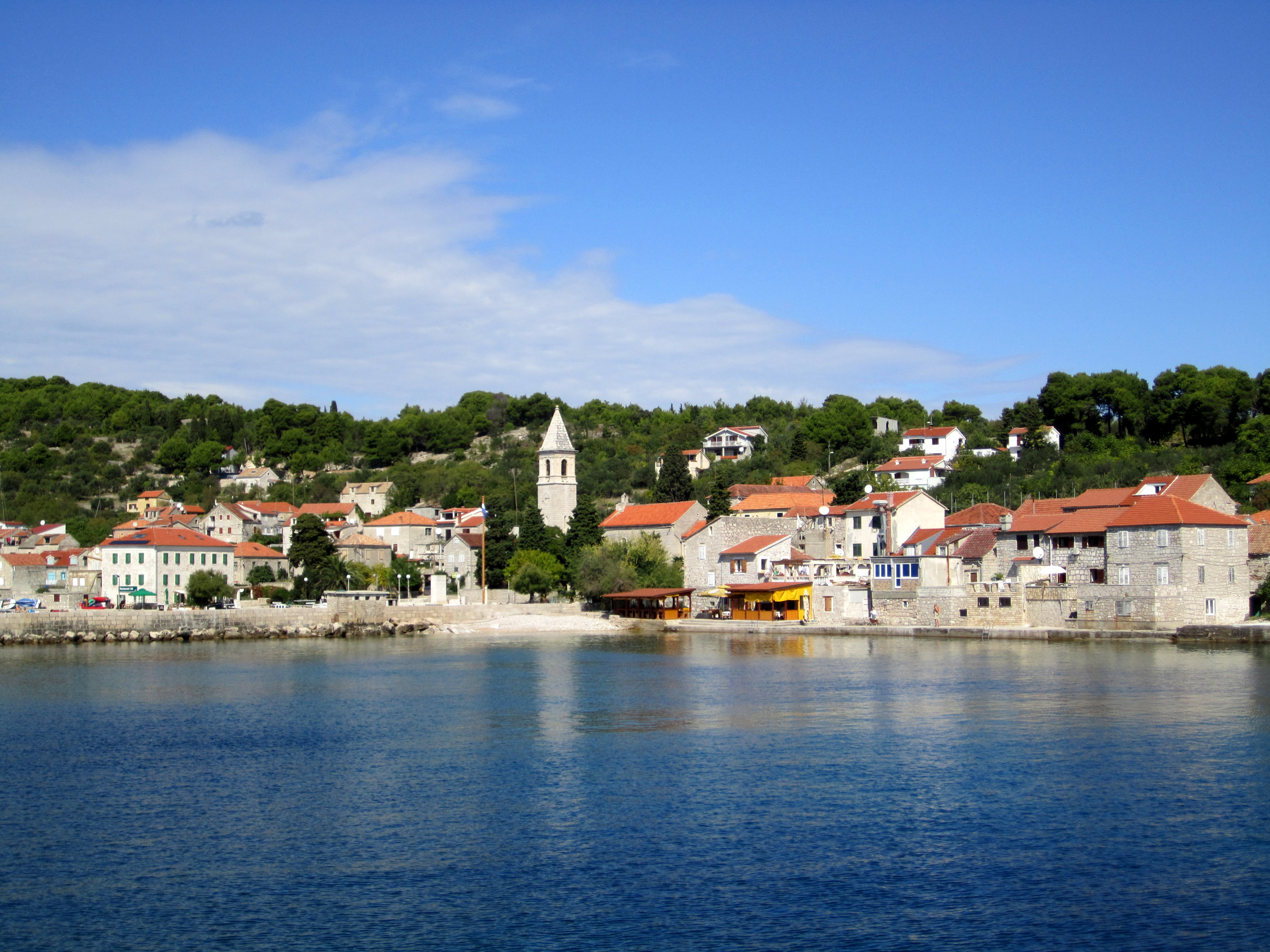
Prvic Luka. Île de Prvic. Croatie, près de Sibenik

## Population
La population du comitat est de 109 375. Les Croates représentent 87,39 % de la population alors que les Serbes, la plus importante minorité nationale, forment 10,53 % de la population.

## Subdivision administrative
Le comitat de Šibenik-Knin est divisé en
Cinq villes
- Šibenik
- Drniš
- Knin
- Skradin
- Vodice

Quatorze municipalités
- Biskupija
- Bilice
- Civljane
- Ervenik
- Kijevo
- Kistanje
- Murter-Kornati
- Pirovac
- Primošten (Capocesto)
- Promina
- Rogoznica
- Ružić
- Tisno
- Unešić

## Gouvernement du comitat
Depuis les élections de 2005, le Župan (préfet) du comitat est Goran Pauk (HDZ).
L'assemblée du comitat, présidée par Josip Odak (HDZ) est composée de 41 représentants répartis comme suit :
- HDZ : 18 représentants ;
- SDP-HSS-HNS: 9 représentants ;
- SDSS : 6 représentants ;
- Parti croate du Droit : 6 représentants ;
- Centre démocratique-Parti social-libéral croate : 2 représentants ;
- Parti croate des retraités : 2  représentants.